# 科学ファミリー ラボラッツ
『科学ファミリー ラボラッツ』（原題: Lab Rats、シーズン4はLab Rats: Bionic Island）は米ディズニーXDで2012年2月27日から2016年2月3日まで放送していたテレビドラマ。全4シーズン98話で完結した。

## あらすじ
ターシャ・ダヴェンポートの息子であるレオ・ドゥーリーと一緒にターシャの結婚相手である億万長者の発明家のドナルド・ダヴェンポートが、ミッションクリークというカリフォルニア州の街にある新しい家に引っ越してきた。自分の部屋に向かっていると、扉が突然出現し地下室のラボへと運ばれている。そこで、アダム、ブリー、チェイスという世界初のバイオニック・スーパーヒューマン(遺伝子操作で超人的パワーを与えられている人間)に出会う。並外れた腕力の持ち主のアダム、超高速で移動したり作業をやり遂げたりできるブリーと、鋭い感覚と普通の人間より高い知的能力を持っているチェイスを紹介してもらう。レオが、ラボから一度も出たことのない新しいバイオニックな友達と一緒に学校に通い始めて、アダム、ブリー、とチェイスは3人とも外の世界を初めて体験する。
ストーリーの展開に伴って、新しいパワーが存在しているのを発見し、ダグラス・ダヴェンポート、マーカス、やビクター・クレインといった悪役は家族を捕らえてバイオニック・スーパーヒューマンの悪用で世界征服を狙っているのを目撃する。シーズン3の最後に、クレインのバイオニック軍団のソルジャーの脳を操っているトリトンアプリが停止された後、ダヴェンポートがバイオニック・アカデミーを開いて、世間にスーパーヒューマンの秘密が明かされた時に学校で天井の梁の下敷きになって右腕でバイオニックパワーを使えるようになったレオ、クレインのソルジャーたち、とアダムたちが指導者と生徒という2つのグループに分けられてシーズン4の最終回まで人工島で暮らすことになる。

## キャスト

### メイン
アダム・ダヴェンポート
演 - スペンサー・ボールドマン / 吹き替え - 山口孝史（シーズン3、エピソード12まで）、多田啓太（シーズン3、エピソード13以降）
世界初のバイオニック・スーパーヒューマンの一人とバイオニックアカデミーの指導者。パワーは腕力、ヒートビジョン、と加圧肺活量。自分より背の低いチェイスをよくからかい、知性のレベルは比較的に劣っている。「乗っ取られたラボラッツ」でのセリフによると、ミドルネームは「チャールズ」。
ブリー・ダヴェンポート
演 - ケリー・バーグランド / 吹き替え - 壹岐紹未
世界初のバイオニック・スーパーヒューマンの一人とバイオニックアカデミーの指導者。パワーは超高速移動（猛スピード）、声真似、と透明アプリ。
チェイス・ダヴェンポート
演 - ビリー・アンガー / 吹き替え - 野島裕史
世界初のバイオニック・スーパーヒューマンの一人とバイオニックアカデミーの指導者。バイオニックチームのミッションリーダー。パワーは頭脳（知的能力）、鋭い感覚、分子キネシス、とレーザーボー。緊張感が高まると「攻撃アプリ」が起動し、常に威圧的な態度をとる低い声の「スパイク」になって、アダムより強い腕力を使えるようになる。オーバーライドアプリ、磁気アプリ、と指紋認識アプリも持っている。
レオ・フランシス・ドゥーリー
演 - タイレル・ジャクソン・ウィリアムズ / 吹き替え - 山本和臣
アダムたちの継兄弟。母親はターシャ・ダヴェンポート。最初はバイオニックパワーを持っていなかったが、シーズン3の途中で「バイオニックアーム」を使えるようになり、レーザーも腕力もエネルギー転移も使えるようになる。シーズン4の"Space Elevator"以降は「バイオニックレッグ」（左足の腕力）も使えるようになる。
ドナルド・ダヴェンポート
演 - ハル・スパークス / 吹き替え - 阪口周平
3人の養父とレオの義父。ダグラス・ダヴェンポートの兄で、ダヴェンポートインダストリーの億万長者の発明家と社長でもある。

### その他
ターシャ・ダヴェンポート
演 - エンジェル・パーカー / 吹き替え - 石田嘉代

エディ
演 - ウィル・フォーテ / 吹き替え - 不明

テリー・ペリー / ペリー校長
演 - マイリー・フラナガン / 吹き替え - 不明
ミッション・クリーク高校の元校長。3人の秘密を知ったとき、ドナルドに口止め料を支払うようしつこくせがんでいた。シーズン3の最後に正式に校長を辞めて、アカデミーの警備の責任者になる。

## エピソード
※米ディズニーXDの日程
| シーズン  | エピソード数 | 初回放送日    | 最終放送日    |
| --------- | ------------ | ------------- | ------------- |
| シーズン1 | 20           | 2012年2月27日 | 2012年11月5日 |
| シーズン2 | 26           | 2013年2月25日 | 2014年1月13日 |
| シーズン3 | 26           | 2014年2月17日 | 2015年2月5日  |
| シーズン4 | 26           | 2015年3月18日 | 2016年2月3日  |